# Wilcze (województwo warmińsko-mazurskie)
Wilcze – osada leśna w Polsce położona w województwie warmińsko-mazurskim, w powiecie kętrzyńskim, w gminie Srokowo, w sołectwie Wilczyny.
W latach 1975–1998 miejscowość administracyjnie należała do województwa olsztyńskiego.